# Peggy Guggenheim
Peggy Guggenheim, właśc. Marguerite Guggenheim (ur. 26 sierpnia 1898 w Nowym Jorku, zm. 23 grudnia 1979 w Padwie) – amerykańska kolekcjonerka i propagatorka sztuki XX wieku.

## Życiorys
Pochodziła z bogatej nowojorskiej rodziny szwajcarskich Żydów. We wczesnej młodości wyjechała do Europy, gdzie zetknęła się z artystyczną cyganerią przedwojennego Paryża. Dwukrotnie wyszła za mąż – jej pierwszym mężem był Laurence Vail (pisarz), a drugim malarz niemieckiego pochodzenia Max Ernst. Była założycielką dwóch ważnych galerii sztuki: Guggenheim Jeune w Londynie i Art of this century (gdzie debiutował m.in. Jackson Pollock). Pod koniec lat 40. XX wieku osiadła na stałe w Wenecji, gdzie zakupiła Palazzo Venier dei Leoni. Wkrótce jej nowy dom i przynależący do niego ogród stały się centrum ekspozycji współczesnej sztuki (zwłaszcza rzeźby).
Dziś kolekcja Peggy Guggenheim (liczne obrazy Picassa, Ernsta, Miró, de Chirico, rzeźby Brancusiego) należy do fundacji założonej przez jej wuja Solomona Guggenheima. Zgodnie z wolą ofiarodawczyni pozostała w jej Palazzo w Wenecji, gdzie jest dostępna dla zwiedzających.